# Prunus compta
Prunus compta är en rosväxtart som först beskrevs av Takenoshin Nakai, och fick sitt nu gällande namn av Tatewaki. Prunus compta ingår i släktet prunusar, och familjen rosväxter. Inga underarter finns listade i Catalogue of Life.